# Heinz Singer
Heinz Singer (* 22. Februar 1923 in Gera; † 11. August 2020 in Buchholz in der Nordheide) war ein deutscher Handballspieler, der für die Bundesrepublik antrat.
Heinz Singer war Torwart der Mannschaft der SV Polizei Hamburg, die in der ersten Hälfte der 1950er Jahre den Handballsport in Deutschland dominierte. Von 1950 bis 1953 gewann die Mannschaft die deutsche Meisterschaft im Hallenhandball, von 1951 bis 1953 und 1955 siegten die Hamburger im Feldhandball.
Zwischen 1952 und 1956 absolvierte Singer zehn Länderspiele für die deutschen Handballnationalmannschaft auf dem Großfeld, die alle mit einem Sieg endeten. 1952 und 1955 gewann Singer mit der deutschen Mannschaft dabei den Weltmeistertitel. 1955 stand er dabei im Finale gegen die Schweiz im Tor, das er 1952 aufgrund einer Wechselabsprache seinem Kameraden Horst Bröker überlassen musste. Sechs seiner zehn Länderspiele waren Weltmeisterschaftsspiele.
Für den Gewinn der Deutschen Handball-Meisterschaft 1951 sowie für den WM-Titel 1952 wurden er und sein Verein bzw. die deutsche Handballnationalmannschaft jeweils mit dem Silbernen Lorbeerblatt ausgezeichnet. Die Verleihung des Ordens an Vereinsmannschaften für einzelne nationale Titel wurde nach 1951 nicht mehr vorgenommen.